# Mieszki-Atle
Mieszki-Atle – część wsi Mieszki-Różki w Polsce, położona w województwie mazowieckim, w powiecie ciechanowskim, w gminie Ciechanów. Wchodzi w skład sołectwa Mieszki-Różki.
W latach 1975–1998 Mieszki-Atle administracyjnie należały do województwa ciechanowskiego.